# Pla de Cavalls

El Pla de Cavalls respecte del terme de Castellcir

El Pla de Cavalls és un pla antigament agrícola del terme municipal de Castellcir, al Moianès.
Està situat a l'extrem occidental del terme, a l'esquerra del torrent Mal, a l'esquerra del Sot de la Barraca de Llaunes i a la dreta del Xaragall de la Font. Té a ponent la masia castellterçolenca de les Basses i en el seu extrem occidental, la Font de les Basses.

## Etimologia
Aquest pla rep el nom de cavalls per la freqüent presència d'aquest animal en aquell indret.